# Liste der Naturdenkmale im Landkreis Groß-Gerau
Die Liste der Naturdenkmale im Landkreis Groß-Gerau nennt die Listen der 72 in den Städten und Gemeinden im Landkreis Groß-Gerau in Hessen gelegenen Naturdenkmale.
| Ort                       | Liste                                                | Anzahl der Naturdenkmale |
| ------------------------- | ---------------------------------------------------- | ------------------------ |
| Biebesheim am Rhein       | Liste der Naturdenkmale in Biebesheim am Rhein       | 03                       |
| Bischofsheim (Mainspitze) | Liste der Naturdenkmale in Bischofsheim (Mainspitze) | 02                       |
| Büttelborn                | Liste der Naturdenkmale in Büttelborn                | 04                       |
| Gernsheim                 | Liste der Naturdenkmale in Gernsheim                 | 01                       |
| Ginsheim-Gustavsburg      | Liste der Naturdenkmale in Ginsheim-Gustavsburg      | 03                       |
| Groß-Gerau                | Liste der Naturdenkmale in Groß-Gerau                | 08                       |
| Kelsterbach               | Liste der Naturdenkmale in Kelsterbach               | 02                       |
| Mörfelden-Walldorf        | Liste der Naturdenkmale in Mörfelden-Walldorf        | 11                       |
| Nauheim                   | Liste der Naturdenkmale in Nauheim                   | 04                       |
| Raunheim                  | Liste der Naturdenkmale in Raunheim                  | 05                       |
| Riedstadt                 | Liste der Naturdenkmale in Riedstadt                 | 11                       |
| Rüsselsheim am Main       | Liste der Naturdenkmale in Rüsselsheim am Main       | 10                       |
| Stockstadt am Rhein       | Liste der Naturdenkmale in Stockstadt am Rhein       | 01                       |
| Trebur                    | Liste der Naturdenkmale in Trebur                    | 08                       |

## Hinweis
Einige Naturdenkmale wurden bereits beseitigt, sind aber noch nicht aus dem Verzeichnis gelöscht.

## Belege und Anmerkungen
1. ↑  Naturdenkmale im Kreis Groß-Gerau. (pdf; 39 kB) Der Kreis Groß-Gerau, 15. Januar 2014, archiviert vom Original (nicht mehr online verfügbar) am 15. Februar 2016; abgerufen am 24. Januar 2016.
2. 1 2  
Ein Naturdenkmal erstreckt sich in zwei Kommunen